# خولان (يهر)

تعديل مصدري - تعديل

خولان هي إحدى قرى عزلة يهر بمديرية يهر التابعة لمحافظة لحج، بلغ تعداد سكانها 121 نسمة حسب تعداد اليمن لعام 2004.